# Мария Аннунциата Бурбон-Сицилийская
Принцесса Мария Аннунциата Изабелла Филомена Сабазия Бурбон-Сицилийская (итал. Maria Annunziata Isabella Filomena Sabasia, Principessa di Borbone delle Due Sicilie; (24 марта 1843, Казерта — 4 мая 1871, Вена) — дочь короля Обеих Сицилий Фердинанда II и австрийской эрцгерцогини Марии Терезы, мать эрцгерцога Франца Фердинанда, убитого в Сараево в 1914 году.

## Биография
Мария Аннунциата была четвёртым ребёнком и старшей дочерью в семье Фердинанда II и его второй супруги Марии Терезы. В отличие от своих братьев и отца, которые были шумными и живыми, Мария Аннунциата была тихой, скромной и сдержанной. В этом она была похожа на свою мать, предпочитавшую уединение и воспитание детей жизни при дворе.
В 1859 году скончался король Фердинанд II, и трон перешёл к Франциску II, единокровному брату принцессы. В 1861 году новый король был свергнут. Вся семья уехала в Рим, где проживала в Квиринальском дворце, предоставленном папой Пием IX.
Эрцгерцогиня Мария Аннунциата умерла в возрасте 28 лет от туберкулёза. Этой болезнью страдал и её старший сын. Эрцгерцогиня Мария Аннунциата была похоронена в Императорском склепе.

## Брак и дети
21 октября 1862 года в Венеции Мария Аннунциата вышла замуж за австрийского эрцгерцога Карла Людвига, став его второй супругой после скончавшейся в 1858 году принцессы Маргареты Саксонской. В браке родилось четверо детей:
- Франц Фердинанд (1863—1914)
- Отто Франц (1865—1906)
- Фердинанд Карл (1868—1915).
- Маргарита София (1870—1902), замужем за Альбрехтом Вюртембергским, сыном герцога Филиппа Вюртембергского.

В 1873 году эрцгерцог Карл Людвиг вступил в третий брак с принцессой Марией Терезой Португальской. Супруги имели двух дочерей.